# Naoki Kumata
Naoki Kumata (Fukushima, 2 augustus 2004) is een Japans voetballer die onder contract ligt bij FC Tokyo. Sinds januari 2024 wordt hij geleend door het Belgische KRC Genk, hier komt hij uit voor Jong Genk, het belofte-elftal van de club. Kumata speelt op de positie van aanvaller.

## Carrière
Kumata belandde in 2019 als jeugdspeler bij FC Tokyo. Hij doorliep hier de jeugdreeksen en werd in 2022 opgenomen in het eerste elftal van de club. Na 8 wedstrijden voor het eerste elftal gespeeld te hebben, waarin hij één keer tot scoren kwam, werd bekendgemaakt dat hij voor één jaar uitgeleend zal worden aan het Belgische KRC Genk. In eerste instantie zal Kumata hier uitkomen voor Jong Genk, de beloften die uitkomen in de Eerste klasse B, het op een na hoogste niveau in België.
1 Van Crombrugge ·
3 Mujaid ·
6 Smets ·
7 Steuckers ·
8 Heynen  ·
9 Oh ·
10 Ito ·
11 Oyen ·
14 Sor ·
17 Hrošovský ·
18 Kayembe ·
19 Medina ·
20 Karetsas ·
21 Bangoura ·
22 Manguelle ·
23 Bibout ·
24 Sattlberger ·
26 Lawal ·
27 Nkuba ·
28 Brughmans ·
29 Mirisola ·
30 Ayumu ·
32 Adedeji-Sternberg ·
34 Palacios ·
38 Heymans ·
44 Kongolo ·
71 Stevens ·
77 El Ouahdi ·
99 Tolu ·
Coach: Fink